# Seymour Bathurst, VII conte Bathurst
Seymour Henry Bathurst, VII conte Bathurst (21 luglio 1864 – 21 settembre 1943), è stato un nobile e ufficiale britannico.

## Biografia
Bathurst era il figlio di Allen Bathurst, VI conte Bathurst, e di sua moglie, Lady Meriel Warren, figlia di George Warren, II barone de Tabley. Ha studiato a Eton e al Christ Church, Oxford.

## Carriera
Ha servito come tenente colonnello al comando del IV battaglione del Gloucestershire Regiment (1893-1908). Fu nominato colonnello onorario del IV battaglione nel 1903 e colonnello onorario del VI battaglione nel 1908.
Ha ricoperto la carica di Consigliere della contea del Gloucestershire e di giudice di pace.

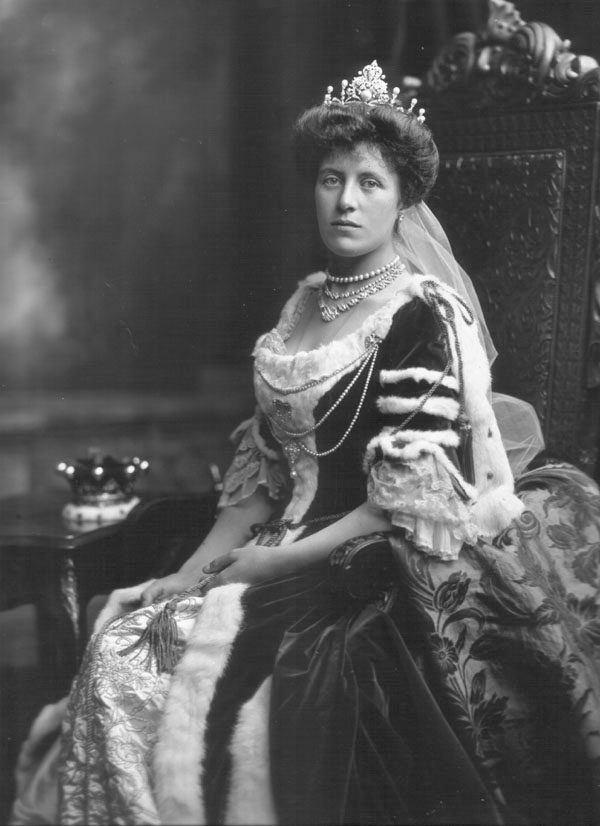
La contessa di Bathurst, fotografata il 24 settembre 1902.

## Matrimonio
Sposò, il 15 novembre 1893 a St. Paul, Londra, Lilias Margaret Frances Borthwick (12 ottobre 1871-30 dicembre 1965), figlia di Algernon Borthwick, I barone Glenesk. Ebbero quattro figli:
- Lady Meriel Olivia Bathurst (3 settembre 1894-18 gennaio 1936), sposò Lord Alastair Mungo Graham, ebbero quattro figli;
- Allen Bathurst, Lord Apsley (3 agosto 1895-17 dicembre 1942);
- William Ralph Seymour Bathurst (21 settembre 1903-10 settembre 1970), sposò Helen Winifred Heathcoat-Amory, non ebbero figli;
- Ralph Henry Bathurst (26 settembre 1904-5 dicembre 1965).

Al momento del loro matrimonio, si prevedeva che il Morning Post sarebbe stato ereditato da Oliver Borthwick, fratello di sua moglie. Tuttavia Oliver morì prima del padre, il 23 marzo 1905, e la moglie di Bathurst, Lilias, divenne l'unica erede di suo padre. Lord Glenesk morì il 24 novembre 1908. Il Morning Post era quindi in comproprietà di Bathurst e sua moglie. Fu sotto la loro proprietà, nel 1920, che venne pubblicato una serie di articoli basati sui cosiddetti Protocolli degli Anziani di Sion. Questi furono raccolti lo stesso anno e pubblicati a Londra e New York sotto forma di libro intitolato The Cause of World Unrest. I Bathurst vendettero il giornale a un consorzio organizzato dal duca di Northumberland nel 1924.

## Ascendenza
|                                              |                                    |                                    | Genitori                           |  |  | Nonni |  |  | Bisnonni                           |  |  | Trisnonni                         |  |
|                                              |                                    |                                    |                                    |  |  |       |  |  | Henry Bathurst, III conte Bathurst |  |  | Henry Bathurst, II conte Bathurst |  |
|                                              |                                    |                                    |                                    |  |  |       |  |  | Henry Bathurst, III conte Bathurst |  |  | Henry Bathurst, II conte Bathurst |  |
|                                              |                                    | Tryphena Scawen                    |                                    |  |  |       |  |  | Henry Bathurst, III conte Bathurst |  |  |                                   |  |
| Seymour Thomas Bathurst                      |                                    |                                    |                                    |  |  |       |  |  | Henry Bathurst, III conte Bathurst |  |  |                                   |  |
|                                              |                                    | Georgiana Lennox                   | George Lennox                      |  |  |       |  |  |                                    |  |  |                                   |  |
|                                              |                                    | Georgiana Lennox                   | George Lennox                      |  |  |       |  |  |                                    |  |  |                                   |  |
|                                              |                                    | Georgiana Lennox                   | Louisa Kerr                        |  |  |       |  |  |                                    |  |  |                                   |  |
| (2) padre                                    |                                    | Georgiana Lennox                   |                                    |  |  |       |  |  |                                    |  |  |                                   |  |
|                                              |                                    | John Peter Hankey                  | John Hankey                        |  |  |       |  |  |                                    |  |  |                                   |  |
|                                              |                                    | John Peter Hankey                  | John Hankey                        |  |  |       |  |  |                                    |  |  |                                   |  |
|                                              |                                    | John Peter Hankey                  | Elizabeth Thomson                  |  |  |       |  |  |                                    |  |  |                                   |  |
| Julia Hankey                                 |                                    | John Peter Hankey                  |                                    |  |  |       |  |  |                                    |  |  |                                   |  |
|                                              |                                    | Isabella Alexander                 | William Alexander                  |  |  |       |  |  |                                    |  |  |                                   |  |
|                                              |                                    | Isabella Alexander                 | William Alexander                  |  |  |       |  |  |                                    |  |  |                                   |  |
|                                              |                                    | Isabella Alexander                 | Christian Aitchison                |  |  |       |  |  |                                    |  |  |                                   |  |
| Seymour Bathurst, VII conte Bathurst         |                                    | Isabella Alexander                 |                                    |  |  |       |  |  |                                    |  |  |                                   |  |
|                                              | John Leicester, I barone de Tabley | Peter Leicester, IV baronetto      |                                    |  |  |       |  |  |                                    |  |  |                                   |  |
|                                              | John Leicester, I barone de Tabley | Peter Leicester, IV baronetto      |                                    |  |  |       |  |  |                                    |  |  |                                   |  |
|                                              | John Leicester, I barone de Tabley | Catherine Fleming                  |                                    |  |  |       |  |  |                                    |  |  |                                   |  |
| George Leicester Warren, II barone de Tabley | John Leicester, I barone de Tabley |                                    |                                    |  |  |       |  |  |                                    |  |  |                                   |  |
|                                              |                                    | Georgina Cottin                    | Josiah Cottin                      |  |  |       |  |  |                                    |  |  |                                   |  |
|                                              |                                    | Georgina Cottin                    | Josiah Cottin                      |  |  |       |  |  |                                    |  |  |                                   |  |
|                                              |                                    | Georgina Cottin                    | Lavinia Chambers                   |  |  |       |  |  |                                    |  |  |                                   |  |
| Meriel Leicester Warren                      |                                    | Georgina Cottin                    |                                    |  |  |       |  |  |                                    |  |  |                                   |  |
|                                              |                                    | Jerome de Salis, IV conte de Salis | Peter de Salis, III conte de Salis |  |  |       |  |  |                                    |  |  |                                   |  |
|                                              |                                    | Jerome de Salis, IV conte de Salis | Peter de Salis, III conte de Salis |  |  |       |  |  |                                    |  |  |                                   |  |
|                                              |                                    | Jerome de Salis, IV conte de Salis | Anna de Salis                      |  |  |       |  |  |                                    |  |  |                                   |  |
| Catherina Barbara de Salis                   |                                    | Jerome de Salis, IV conte de Salis |                                    |  |  |       |  |  |                                    |  |  |                                   |  |
|                                              |                                    | Henrietta Foster                   | William Foster, vescovo di Clogher |  |  |       |  |  |                                    |  |  |                                   |  |
|                                              |                                    | Henrietta Foster                   | William Foster, vescovo di Clogher |  |  |       |  |  |                                    |  |  |                                   |  |
|                                              |                                    | Henrietta Foster                   | Catherine Letitia Leslie           |  |  |       |  |  |                                    |  |  |                                   |  |
|                                              |                                    | Henrietta Foster                   |                                    |  |  |       |  |  |                                    |  |  |                                   |  |